# Gladys Castelvecchi
Gladys Castelvecchi (* 26. November 1922 in Rocha, Uruguay; † 28. Mai 2008) war eine uruguayische Schriftstellerin.
Castelvecchi arbeitete zwei Jahrzehnte lang als Literaturdozentin. Sie musste jedoch während der in Uruguay herrschenden zivil-militärischen Diktatur diese Tätigkeit aufgeben, war in dieser Zeit auch im Gefängnis von Punta de Rieles inhaftiert und wurde jedoch nach Wiederherstellung der Demokratie wieder eingestellt. Sie veröffentlichte ab 1965 zahlreiche Werke, darunter 1965 No más cierto que el sueño und 1983 das drei Jahre später in zweiter Auflage verlegte und von den Literaturkritikern Rosario Peyrou und Graciela Mántaras präsentierend begleitete Fe de remo. In Literaturwettbewerben agierte sie als Jurorin. Castelvecchi arbeitete überdies sowohl für diverse Presseorgane der Printmedien als auch im Bereich des Radios und des TV als Kulturjournalistin. Auch gehörte Castelvecchi, die der Generación del 45 zugeordnet wird, dem Gründungsteam der Brecha an. Castelvecchi, die 1947 den Schriftsteller Mario Arregui heiratete, mit dem sie vier Kinder hatte, war die Mutter von Vanina Arregui.

## Veröffentlichungen (Auszug)
- 1965: No más cierto que el sueño
- 1983: Fe de remo (Neuauflage 1986)
- 1984: Ejercicio de Castellano
- 1985: Calendarios
- 1987: Animal variable
- 1993: Claroscuro
- 1993: Mujeres - Las mejores poetas uruguayas del siglo XX, Anthologie
- 1994: Por costumbre
- 1995: Antología plural de la poesía uruguaya contemporáneo